# Edward Jarvis
Edward Jarvis (Kingston upon Hull, 1975) è uno scrittore britannico con cittadinanza italiana di libri sulla storia sociale della religione, sulla religione, sulla politica e sulla teologia. Fra i suoi libri si ricordano la prima investigazione scientifica antropologica della Chiesa cattolica apostolica brasiliana (ICAB) e le prime biografie accademiche di Carlos Duarte Costa e Ngô Đình Thục. Questi libri contribuiscono al corpo letterario, storicamente poco sviluppato, sul paradossalmente esteso (e crescente) fenomeno del cosiddetto cattolicesimo indipendente, e alla ricerca relativamente limitata sul cattolicesimo nel Vietnam.

## Biografia
Edward Jarvis è figlio di un padre inglese e una madre italiana. Suo bisnonno era l’attore di cinema italiano Umberto Sclanizza. Dopo la laurea presso le università di Leeds e York ha conseguito il dottorato di ricerca nel Brasile, dedicandosi poi all’insegnamento e alla ricerca presso numerose facoltà e centri di ricerca.

## Opere
Dieci anni di ricerche si sono compiuti con la prima biografia del vescovo brasiliano Carlos Duarte Costa e con la pubblicazione di God, Land & Freedom: the true story of ICAB (Dio, terra e libertà: la vera storia della ICAB), il primo studio storico, teologico, e antropologico della Chiesa cattolica apostolica brasiliana (ICAB). Insieme ai libri che puntano il fenomeno del cosiddetto cattolicesimo indipendente e il dissenso cattolico, ha pubblicato articoli e commentari in varie riviste di attualità politica e religiosa. Jarvis è anche il primo biografo dell’arcivescovo vietnamita Ngô Đình Thục, fratello e collaboratore del presidente Ngô Đình Diệm ed è stato premiato da vari simposium accademici di Londra.
- (EN) God, Land & Freedom: The True Story of ICAB, Berkeley, California, The Apocryphile Press, 2018, ISBN 9781947826908. URL consultato il 29 agosto 2019.
- (EN) Sede Vacante: The Life and Legacy of Archbishop Thuc, Berkeley, California, The Apocryphile Press, 2018, ISBN 9781949643022. URL consultato il 29 agosto 2019.
- (EN) Carlos Duarte Costa: Testament of a Socialist Bishop, Berkeley, California, The Apocryphile Press, 2019, ISBN 9781949643237. URL consultato il 28 febbraio 2020.